# Доусон, Дорис
До́рис До́усон (англ. Doris Dawson; 16 апреля 1909 — 20 апреля 1986) — американская киноактриса.

## Биография
Дорис Доусон родилась в городе Голдфилд, штат Невада, и начала свою карьеру актрисы в середине 1920-х. Её первой картиной стала «Аризонская ночь» (англ. The Arizona Night), вышедшая на экраны в 1927 году. Дорис сыграла в четырёх фильмах в том же году, и ещё в четырёх — в следующем, 1928-м. В 1929 году она попала в число тринадцати девушек, выбранных для участия в рекламной кампании WAMPAS Baby Stars, и была в одной группе с будущей легендой Голливуда Джин Артур. В том же году Дорис Доусон снялась в пяти фильмах, в том числе в «Скандалах Бродвея» (англ. Broadway Scandals) вместе с Джеком Игеном и Салли О'Нил.
Пик карьеры Дорис Доусон пришёлся на 1929 год. После появления звукового кино её карьера сильно пострадала из-за того, что критики назвали голос Дорис слишком резким. В 1930 году она снялась лишь один раз, и далее последовал длительный перерыв до 1934-го. Последней для неё стала картина «Серебряная стрела» (англ. The Silver Streak), главные роли в которой исполнили Салли Блейн и Чарльз Старретт. Дорис Доусон ушла из актёрской профессии в том же году, в возрасте 29 лет. Позже она переехала в небольшой город Корал-Гейблс в штате Флорида, где и умерла в 1986 году в возрасте 81 года.

## Избранная фильмография

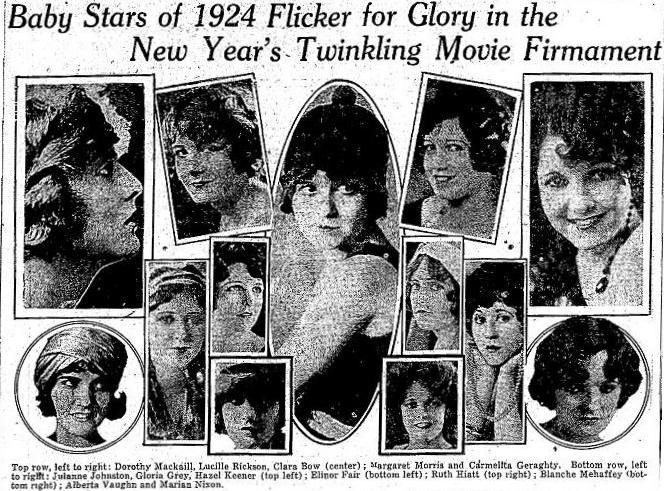

| Год  |     | Русское название         | Оригинальное название               | Роль              |
| ---- | --- | ------------------------ | ----------------------------------- | ----------------- |
| 1927 | кор | Французская картошка фри | French Fried                        |                   |
| 1927 | ф   | Дикая кошка из Аризоны   | The Arizona Wildcat                 | Мэри              |
| 1928 | ф   | Пастушок из Царствия Его | The Little Shepherd of Kingdom Come | Маргарет Дин      |
| 1928 | ф   | Сердечная проблема       | Heart Trouble                       | Девушка           |
| 1928 | ф   | Исполни свой долг        | Do Your Duty                        | Мэри Эллен Мелони |
| 1928 | ф   | The Little Wildcat       | The Little Wildcat                  | Сью               |
| 1928 | ф   | Непослушный ребёнок      | Naughty Baby                        | Полли             |
| 1929 | ф   | Его пленница             | His Captive Woman                   |                   |
| 1929 | ф   | Дети Ритца               | Children of the Ritz                | Марджи Хейнс      |
| 1929 | ф   | Hot Stuff                | Hot Stuff                           | Тельма            |
| 1929 | ф   | Скандалы Бродвея         | Broadway Scandals                   | Бобби             |
| 1934 | ф   | Серебряная стрела        | The Silver Streak                   | Молли             |